# Artă și Limbă
Artă și Limbă sau Art & Language (engleză Art & Language) este o colaborare a artiștilor conceptuali care a suferit numeroase schimbări de când a fost creată la sfârșitul anilor '60. Grupul a fost fondat de artiști care au împărtășit o dorință comună de a combina ideile și preocupările intelectuale cu crearea de artă. Prima ediție a revistei "Art-Language" a grupului a fost publicată în noiembrie 1969 în Chipping Norton din Anglia și a avut o influență importantă atât asupra artei conceptuale, cât și asupra artei contemporane din Statele Unite, Marea Britanie și Australia.

## Primii ani
Art & Language a fost fondat în 1967 în Marea Britanie de către Terry Atkinson (1939), David Bainbridge (1941), Michael Baldwin (1945) și Harold Hurrell (1940). Acești patru artiști au început colaborarea în jurul anului 1966, în timp ce erau profesori de artă din Coventry. Numele grupului a fost derivat din jurnalul lor, Art-Language Jurnalul de artă conceptuală, creat inițial ca o conversație de lucru în 1966. Grupul era critic față de ceea ce era considerat, în acel moment, practici de artă modernă. În conversațiile lor de lucru, au creat artă conceptuală ca parte a discuțiilor lor.
Între anii 1968 și 1982, grupul a crescut la aproape cincizeci de persoane. Printre primii care s-au alăturat au fost criticul și istoricul de artă, Charles Harrison, și artistul Mel Ramsden. La începutul anilor '70, s-au alăturat grupului Ian Burn, Michael Corris, Preston Heller, Graham Howard, Joseph Kosuth, Andrew Menard și Terry Smith. Au urmat doi colaboratori din Coventry, Philip Pilkington și David Rushton. Gradul relativ de anonimitate deținut în cadrul grupului continuă să aibă o semnificație istorică în comunitatea de artă. Din cauza unei incertitudini a listelor de membri exacte, este greu să știm fără echivoc nu numai cine au contribuit toți contribuabili, ci și contribuțiile lor exacte.
Prima emisiune de Art-Language Jurnalul de artă conceptuală (volumul 1, numărul 1, mai 1969) este subtitrat Jurnalul de artă conceptuală. Prin cea de-a doua ediție (volumul 1, numărul 2, februarie 1970), a devenit clar că au existat piese de artă conceptuală și artiști conceptuali pentru care și cărora jurnalul nu a vorbit. Pentru a cuprinde mai bine scopul revistei, titlul a fost abandonat. Cu toate acestea, Art-Language a scos la iveală începutul unei noi mișcări de artă. A fost prima amprentă pentru a identifica o entitate publică numită artă conceptuală. Jurnalul a fost primul de acest fel care a servit intereselor teoretice și conversaționale ale unei comunități de artiști și critici, care au fost, de asemenea, producătorii și utilizatorii săi. În timp ce această comunitate era departe de a fi un acord unanim cu privire la modul de definire a naturii artei conceptuale, editorii și majoritatea contribuabililor săi istorici au împărtășit opinii similare cu privire la alte mișcări de artă. Arta conceptuală era critică față de modernism pentru birocrația și istoricismul său, și pentru minimalism pentru conservatorismul său filosofic. Practica artei conceptuale, în special în primii ei ani de origine, sa bazat în primul rând pe teorie, iar forma sa, predominant textuală.
Odată cu extinderea distribuției jurnalului și a practicilor de predare ale editorilor și a altor contribuabili, conversația a crescut și mai mult. În Anglia, până în 1971, s-au alăturat artiști și critici precum Charles Harrison, Philip Pilkington, David Rushton, Lynn Lemaster, Sandra Harrison, Graham Howard și Paul Wood. În același timp, la New York, Michael Corris sa alăturat, urmată de Paula Ramsden, Mayo Thompson, Christine Kozlov, Preston Heller, Andrew Menard și Kathryn Bigelow.
Numele Art & Language a rămas precar datorită diferitelor interpretări atât a multor lucrări de artă, cât și a scopului grupului. Semnificația sau instrumentalitatea lui a variat de la o persoană la alta, alianță la alianță, discurs la discurs și de la cei din New York care au produs The Fox (1974-1976), de exemplu, celor implicați în proiecte muzicale și cei care au continuat Ediția ediției. Au existat divergențe între membri, iar până în 1976 a existat un sentiment din ce în ce mai mare de divizare care a condus, în cele din urmă, la individualități concurente și preocupări variate.
De-a lungul anilor '70, Art & Language sa ocupat de întrebări referitoare la producția de artă și a încercat o trecere de la formele convenționale de tip "nonlinguistic" de artă, cum ar fi pictura și sculptura, la mai multe lucrări teoretice bazate pe text. Grupul a luat adesea poziții argumentative împotriva unor astfel de opinii dominante ale unor critici precum Clement Greenberg și Michael Fried. Grupul Art & Language expus în expozițiile internaționale Documenta 5 din 1972 a inclus Atkinson, Bainbridge, Baldwin, Hurrell, Pilkington, Rushton și Joseph Kosuth, editorul american al Art-Language. Lucrarea a constat într-un sistem de evidență a materialelor publicate și difuzate de membrii Art & Language.

## Art & Language New York
Burn și Ramsden au fondat Societatea pentru Artă Teoretică și Analiză din New York la sfârșitul anilor 1960. Au intrat în Art & Language în perioada 1970-71. New York Art & Language a devenit fragmentată după 1975 din cauza neînțelegerilor privind principiile de colaborare. Karl Beveridge și Carol Condé, care fuseseră membrii periferici ai grupului din New York, s-au întors în Canada unde au lucrat cu sindicate și grupuri comunitare. În 1977, Ian Burn sa întors în Australia și Mel Ramsden în Regatul Unit.

## Ultimele anii 1970
Până la sfârșitul anilor '70, Art & Language a fost redus în esență la Baldwin, Harrison și Ramsden, cu ocazia participării ocazionale a lui Mayo Thompson și a grupului său, Red Crayola. Analiza și dezvoltarea politică din cadrul grupului au avut ca rezultat faptul că mai mulți membri au părăsit grupul pentru a lucra în mai multe ocupații politice orientate spre activiști. Ian Burn sa întors în Australia, alăturându-se lui Ian Milliss, un artist conceptual care a început să lucreze cu sindicatele la începutul anilor 1970, devenind activ în Union Media Services, un studio de design pentru inițiative sociale și comunitare și dezvoltarea sindicatelor. Alți membri din Regatul Unit s-au strecurat într-o varietate de activități creative, academice și uneori "politizate".
La începutul anilor 1970, erau circa treizeci de membri. Art & Language a subliniat utilizarea limbii pe teoria că limbajul este baza de la care se construiesc idei și concepte. Filozofia lor a fost că limba permite cuvinte indice care apar, dispar, iar pentru unii chiar persistă, permițând spectatorilor și artiștilor să analizeze evoluția unui cuvânt prin propunerea unor definiții diferite.

## Premii și critici
În 1986, Art & Language a fost nominalizat la premiul Turner. În 1999, Art & Language a expus la PS1 MoMA din New York, cu o instalare majoră intitulată Artist Out of Work. Aceasta a fost o amintire a practicilor dialogice și a altor practici ale Artei și Limbilor, conduse de Michael Corris și Neil Powell. Această expoziție a urmat îndeaproape expoziția revizionistă a Conceptualismului Global: Puncte de Origine la Muzeul de Artă Queens, de asemenea, în New York. Spectacolul de Artă și Limbă de la PS1 a oferit o descriere alternativă a antecedentelor și a moștenirii artei conceptuale "clasice" și a întărit o versiune transatlantică, mai degrabă decât naționalistă, a evenimentelor între 1968 și 1972. Într-o apreciere negativă a expoziției, criticul de artă Jerry Saltz a scris: "Acum un sfert de secol," Art & Language "a creat o legătură importantă în genealogia artei conceptuale, dar eforturile viitoare au fost atât de autosuficiente și obscure încât munca lor este acum practic irelevantă".

## Colecții permanente
Alte exponate din întreaga lume includ lucrările lui Atkinson și Baldwin (care lucrează ca artă și limbă) ținute în colecția Tate din Regatul Unit. Lucrările și lucrările referitoare la New York Art & Language sunt organizate la Getty Research Institute, Los Angeles.
În martie 2011, Philippe Méaille a împrumutat 800 de lucrări ale colecției Art & Language la Muzeul de Artă Contemporană din Barcelona, cunoscut și ca MACBA. În iunie 2015, Conseil départemental de Maine-et-Loire și Philippe Méaille au semnat un acord de închiriere pe termen lung pentru Castelul Montsoreau pentru a promova arta contemporană din Valea Loarei.
- Galeria de Arta din New South Wales, Sydney, Australia.
- Consiliul Artelor din Marea Britanie, Marea Britanie.
- Centrul Pompidou, Paris, Franța.
- Centrul de arte contemporane de Malaga, Malaga, Spania.
- Muzeul de Artă Contemporană - Castelul Montsoreau, Montsoreau, Franța.
- Muzeul de artă modernă Espoo, Espoo, Finlanda.
- Fondul Național de Artă Contemporană, Paris, Franța.
- FRAC Normandia Superioară, Sotteville-lès-Rouen, Franța.
- FRAC Languedoc Roussillon, Montpellier, Franța.
- FRAC Nord Pas de Calais, Dunkerque, Franța.
- Grand Hornu, Muzeul de Arte Contemporane, Belgia.
- Laguna Galerie de Artă Contemporană, Laguna Beach, CA, SUA.
- Les Abattoirs, Muzeul de Artă Modernă și Contemporană, Toulouse, Franța.
- Muzeul de artă contemporană și contemporană Lille Métropole, Villeneuve d'Ascq, Franța.
- MACBA, Muzeul de Artă Contemporană din Barcelona, Barcelona, Spania.
- MAMCO, Muzeul de Artă Modernă și Contemporană, Geneva, Elveția.
- Migros Muzeul de Artă Contemporană, Zürich, Elveția.
- Muzeul de Artă Modernă (Saint-Etienne), Saint-Priest-en-Jarez, Franța.
- Muzeul de blană Angewande Kunst, Viena, Austria.
- Museum Moderner Kunst Stiftung, Viena, Austria.
- Muzeul de Artă Contemporană, Los Angeles, CA, SUA.
- Muzeul de Artă Contemporană, North Miami, FL, SUA.
- Muzeul de Artă Modernă, New York, NY, SUA.
- Galeria Nationala a Australiei, Canberra, Australia.
- Galeria națională Victoria, Melbourne, Australia.
- Muzeul Stedelijk voor Actuele Kunst, Gent, Belgia.
- Tate Modern, Londra, Regatul Unit.
- Muzeul Victoria & Albert, Londra, Marea Britanie.

## Expoziții selectate
| Year | Exhibition |
| ---- | --- |
| 1967 | - Hardware Show – Asociația de Arhitectură, Londra. |
| 1968 | - Dematerializarea show - Ikon Gallery, Londra. - VAT 68 – The Herbert Art Gallery, Coventry. |
| 1969 | - Art & Language – Galeria Pinacotheca, Melbourne. |
| 1971 | - Expoziția aer condiționat - Galeria Visual Arts, New York. - Art & Language – Galerie Daniel Templon, Paris. - Art & Language – Galleria Sperone, Torino. - Tape Show: Expoziția de prelegeri - Galeria Dain, New York. - Questionnaire – Galleria Daniel Templon, Milano. |
| 1972 | - The Art & Language Institute – Galerie Daniel Templon, Paris. - Documenta Memorandum – Galerie Paul Maenz, Köln. - Artă analitică – Galerie Daniel Templon, Paris Arhivat în 5 august 2017, la Wayback Machine. |
| 1973 | - Index 002 Bxal - Galeria John Weber, New York. - Art & Language – Galerie Paul Maenz, Köln. - Art & Language – Lisson Gallery, Londra. - Adnotări – Galerie Daniel Templon, Paris. |
| 1974 | - Art & Language – Galleria Sperone, TurinGalerie Paul Maenz, Köln. - Art & Language – Bischofberger Gallery, Zürich. - Art & Language – Galleria Schema, Florența. - Art & Language – Lisson Gallery, Londra. - Art & Language – Galerie MTL, Bruxelles. - Art & Language – Studentski Kulturni Centar, Belgrad. |
| 1975 | - Art & Language New York <—> Australia – Galeria de Artă din New South Wales, Sydney și Galeria Națională Victoria din Melbourne. - Art & Language – Galeria Foksal, Varșovia. - Materialismul dialectic – Galleria Schema, Florența. - Art & Language – Galerie Ghislain Mollet-Viéville, Paris. - Art & Language – Galerie MTL, Bruxelles. - ‘Piggy-Cur-Perfect’ – Galeria de Artă City Auckland, Auckland. - Music-Language – John Weber Gallery, New York. |
| 1976 | - Music-Language – Galerie Eric Fabre, Paris. - Art & Language – Muzeul de Arta Moderna, Oxford. |
| 1977 | - 10 postere: ilustrații pentru Art-Language - Robert Self Gallery, Londra. - Music-Language – Galleria Lia Rumma, Roma și Napoli. |
| 1978 | - Flags for Organisations – Cultureel Informatief Centrum, Gent. - Flags for Organisations – Lisson Gallery, Londra. |
| 1979 | - Ils donnent leur sang ; donnez votre travail – Galerie Eric Fabre, Paris. |
| 1980 | - Portretele lui V.I. Lenin în stilul lui Jackson Pollock - Galeria universitară, Leeds. - Portretele lui V.I. Lenin în stilul lui Jackson Pollock - Lisson Gallery, Londra. - Portretele lui V.I. Lenin în stilul lui Jackson Pollock - Van Abbemuseum, Eindhoven. |
| 1981 | - Portretele lui V.I. Lenin în stilul lui Jackson Pollock – Centre d'art contemporain, Genève. - Gustave Courbet "Înmormântarea la Ornans" Exprimând – Galerie Eric Fabre, Paris. |
| 1982 | - Index: Studio la 3 Wesley Place Pictat de Mouth - De Veeshal, Middelburg. - Art & Language retrospective – Musée d'Art Moderne, Toulon. |
| 1983 | - Index: Studio la 3 Wesley Place I, II, III, IV – Gewald, Gent. |
| 1986 | - Confesiuni: Incidente într-un muzeu – Lisson Gallery, Londra. |
| 1987 | - Art & Language: Picturile - Palatul de Arte Plastice, Bruxelles. |
| 1990 | - Hostages XXIV-XXXV – Marian Goodman Gallery, New York. |
| 1993 | - Art & Language – Galeria Națională a Jeu de Paume, Paris. |
| 1995 | - Art & Language and Luhmann – Kunstraum, Viena. |
| 1996 | - Sighs Trapped by Liars – Galerie de Paris, Paris. |
| 1999 | - Art & Language in practica – Fundacio Antoni Tàpies, Barcelona. - Cinco ensayos – Galerià Juana de Aizpuru, Madrid. - Artistul în afara muncii: Art & Language 1972-1981 - Centrul de artă contemporană P.S.1, New York. |
| 2000 | - Art & Language & Luhmann No.2 – ZKM, Karlsruhe. |
| 2002 | - Prea întuneric pentru a citi: Motive retrospective - Muzeul de Artă Modernă Lille Metropole, Villeneuve d'Ascq. |
| 2003 | - Art & Language – Migros Museum für Gegenwartskunst, Zürich. |
| 2004 | - Art & Language – CAC Màlaga, Màlaga. |
| 2005 | - Greu de spus când – Lisson Gallery, Londra. |
| 2006 | - Rămâne doar să cântăm – Galerie de l'Erban, Nantes ((Oglinzi, 1965, Karaoke, 1975-2005)) et - Rămâne doar să cântăm – Castelul Bainerie (lucrări 1965-2005), Tiercé. |
| 2008 | - Interferență / Blurrings – Galerie Taddeus Ropac, Paris. |
| 2009 | - Art & Language – Espoo Museum of Modern Art, Helsinki. |
| 2010 | - Portrete și un vis – Lisson Gallery, Londra. - Art & Language – Rhona Hoffman Gallery, Chicago. |
| 2011 | - Insigne – Mulier Mulier Gallery, Knokke. |
| 2013 | - Scrisori către Red Krayola – Kadel Wilborn Gallery, Düsseldorf. - Art & Language – Museul Dhont-Dhaenens, Deurle. - Art & Language – Garage Cosmos, Bruxelles. |
| 2014 | - Art & Language Uncompleted : Colectia Philippe Méaille – MACBA, Barcelona. - Nimeni nu a vorbit – Lisson Gallery, Londra. |
| 2016 | - Art & Language – Muzeul de Artă Contemporană - Castelul Montsoreau, Montsoreau. - Nu că este necesar acum – Mulier Mulier Gallery, Knokke-Zoute. |
| 2018 | - Art & Language Realitate (întunecate) Fragmente (lumină) – Muzeul de Artă Contemporană - Castelul Montsoreau, Montsoreau. |

## Instalații teoretice
Art & Language și Jackson Pollock Bar au colaborat pentru prima dată în ianuarie 1995, în cadrul simpozionului Art & Language & Luhmann, organizat de Institutul für Sozial Gegenwartsfragen din Freiburg. Simpozionul de 3 zile a văzut intervenția vorbitorilor, printre care Catherine David, care a pregătit Documenta X, și Peter Weibl, artist și curator. A existat, de asemenea, o instalare teoretică a unui text Art & Language produs în redare de către Jackson Pollock Bar. Instalația a fost interpretată de cinci actori germani care au jucat rolurile lui Jack Tworkow, Philip Guston, Harold Rosenberg, Robert Motherwell și Ad Reinhardt. Folosind sincronizarea buzelor, actorii au folosit textul preînregistrat pentru o conversație "nouă conceptuală". De la această colaborare, fiecare nouă expoziție Art & Language a fost integrată de o instalare teoretică a lui Jackson Pollock Bar.

## Membrii din trecut și asociații
- Terry Atkinson
- David Bainbridge
- Kathryn Bigelow[26]
- Ian Burn
- Sarah Charlesworth
- Michael Corris
- Preston Heller
- Graham Howard
- Harold Hurrell
- Joseph Kosuth
- Christine Kozlov
- Nigel Lendon
- Andrew Menard
- Philip Pilkington
- Neil Powell
- David Rushton
- Terry Smith
- Mayo Thompson